# Hahó öcsi!!!
A Hahó öcsi!!! a Republic stúdióalbuma 1993-ból.

## Dalok
Valamennyi dal Cipő szerzeménye, kivéve, ahol a szerzőséget feltüntettük.
1. Nagy bajban van a barátom
2. 1994 (Patai Tamás–Bódi László)
3. Erdő közepében
4. Télapó, Te nem is vagy télapó
5. Kicsi, gyere velem (Boros Csaba–Bódi László)
6. Egyszer egy szép napon
7. Mindenkinek igaza van
8. Micimackó (Bródy János)
9. Ne sírj, kedves (Tóth Zoltán–Bódi László)
10. Valahogy másképp történt meg
11. Falu szélén ruhát mosnak a lányok
12. Fényes utakon (Tóth Zoltán–Bódi László)
13. Csillagok, csillagok (instrumentális) (Tóth Zoltán)

## Közreműködtek
- Tóth Zoltán – Gibson T1 gitár, vokál
- Patai Tamás – Fender Stratocaster, Fender Telecaster, Gibson Les Paul Custom gitárok, Slide, vokál
- Nagy László Attila – Sonor dobok, trambulin, ütőhangszerek, vokál
- Boros Csaba – Rickenbacker 4001 basszusgitár, vokál
- Cipő „Cipő” – ének
- Habarits „Éljen” Béla, Kalapos Béla, Nagy Regina – vokál

## Videóklip
- Nagy bajban van a barátom

## Toplistás szereplése
A Mahasz Top 40 eladási listán az album tíz héten át szerepelt, legjobb helyezése az 5. volt.

## Díjak és jelölések
Arany Zsiráf 1994 – Nagy bajban van a barátom – Az év hazai videóklipje – jelölés